# Bras-d’Asse
Bras-d’Asse ist eine südfranzösische Gemeinde mit 559 Einwohnern (Stand 1. Januar 2022) im Département Alpes-de-Haute-Provence in der Region Provence-Alpes-Côte d’Azur. Sie gehört zum Kanton Riez im Arrondissement Digne-les-Bains. Die Bewohner nennen sich Bras-d’Assiens.

## Geografie
Zu Bras-d’Asse gehören neben der Hauptsiedlung auch die Weiler Les Orésonnis und La Bégude blanche. Ungefähr 1330 ha der Gemeindegemarkung sind bewaldet. Die Ortschaft wird vom Fluss Asse passiert, der dort den Torrent de Saint-Jeannet aufnimmt.
Die angrenzenden Gemeinden sind Saint-Jeannet im Norden, Estoublon im Osten, Saint-Jurs im Südosten, Puimoisson im Süden und Saint-Julien-d’Asse im Westen.

## Geschichte

### Internierungslager Camp de Bras-d'Asse
In Bras-d’Asse bestand von Ende Juli 1940 an ein Centre de séjour surveillé (CSS, Zentrum für überwachte Aufenthalte), in dem das Vichy-Regime politisch unerwünschte Personen (vor allem Kommunisten, oder solche Menschen, die das Regime dafür hielt) internierte. In der kurzen Zeit, in der das auch unter dem Namen Camp de La Bégude bekannte Lager existierte, waren hier 455 Menschen untergebracht.
Ende Oktober 1940 wurde das Camp de Bras-d'Asse aufgelöst und dessen Insassen in andere Lager verlegt, unter anderem in das Camp d'Oraison.

## Bevölkerungsentwicklung
| Jahr      | 1962 | 1968 | 1975 | 1982 | 1990 | 1999 | 2008 | 2012 |
| --------- | ---- | ---- | ---- | ---- | ---- | ---- | ---- | ---- |
| Einwohner | 324  | 352  | 331  | 318  | 378  | 395  | 498  | 560  |

## Sehenswürdigkeiten
- ehemaliges Dorf
- Burgruine
- ehemalige Kirche Saint-Nicolas-de-Myre aus dem Jahr 1657;der gleichnamige Nachfolgebau wurde 1903–1905 erbaut
- Kirche Notre-Dame im Ortsteil La Bégude
- Kapelle Saint-Jean-Baptiste aus dem Jahr 1908, Privatbesitz in La Bégude

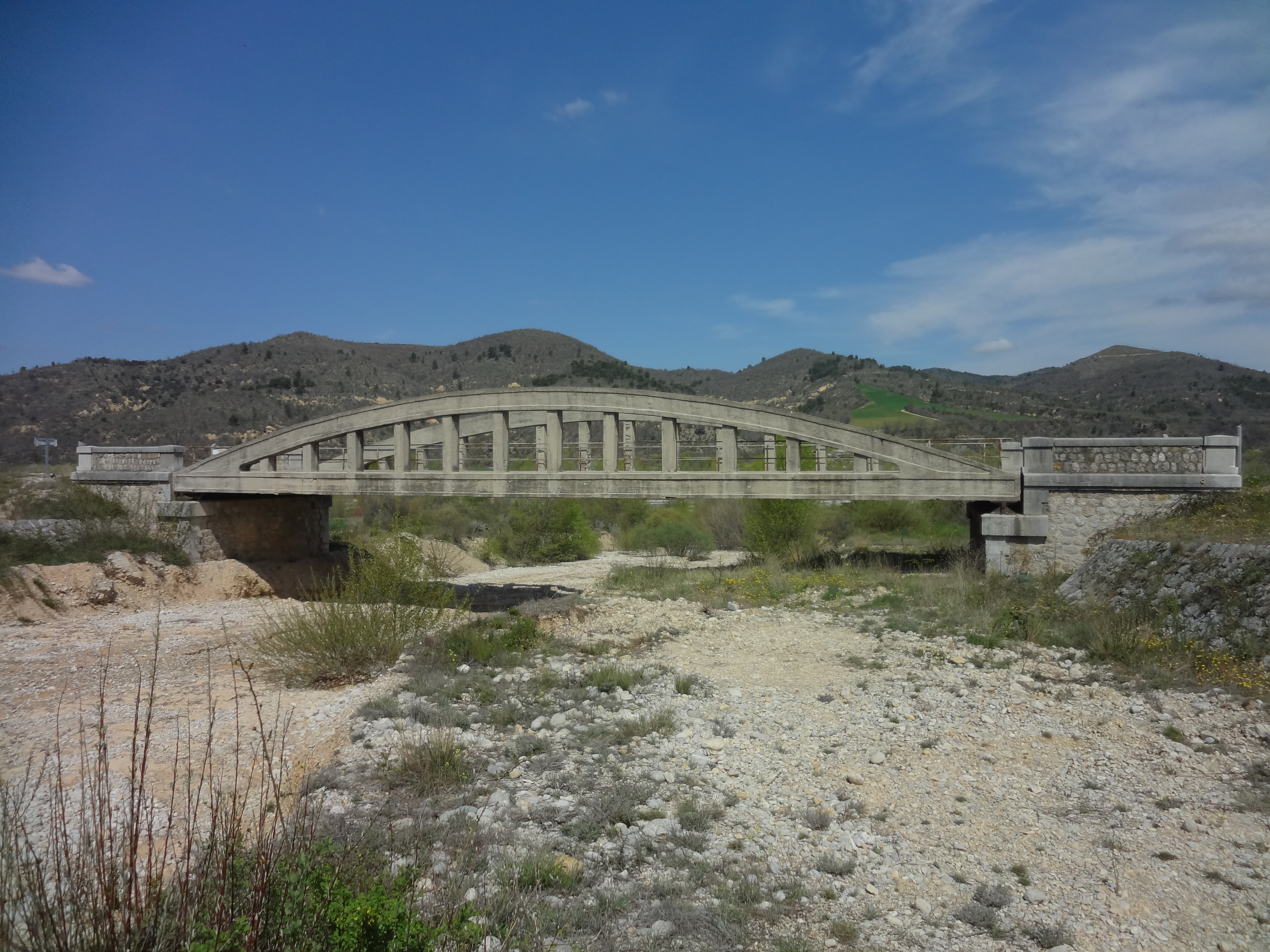
Pont d’Henrious
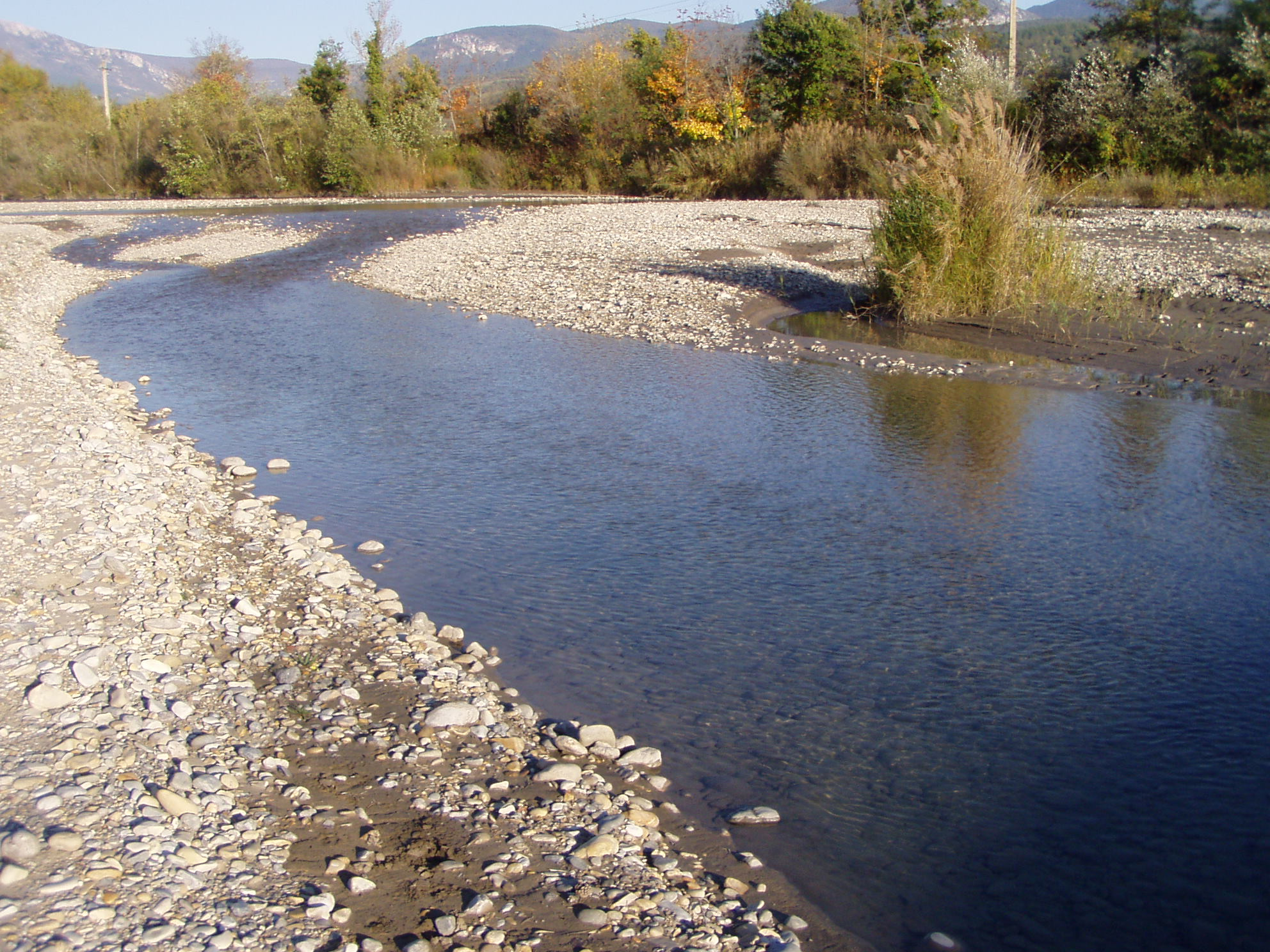
Die Asse bei Bras d’Asse